# Marcel Junod
Pour les articles homonymes, voir Junod.
Marcel Junod (14 mai 1904 - 16 juin 1961) était un médecin suisse et un des délégués les plus fameux du Comité international de la Croix-Rouge (CICR). Après avoir étudié la médecine puis travaillé durant une courte période comme chirurgien à Mulhouse, il est entré au CICR comme délégué et a été envoyé en Éthiopie pendant la Seconde guerre italo-éthiopienne, en Espagne pendant la guerre civile espagnole, et en Europe ainsi qu'au Japon au cours de Seconde Guerre mondiale. En septembre 1945, il arrive à Hiroshima fin août et obtient du matériel sanitaire des Américains pour commencer de prodiguer des soins aux blessés. Un monument lui est dédié au Parc de la Paix dans cette ville japonaise.
En 1947, il a écrit un livre sur ses expériences : Le troisième combattant. Après la guerre, il a travaillé pour le Fonds des Nations unies pour l'enfance (UNICEF) en tant que représentant principal en Chine, puis est rentré en Europe en 1950. Il a fondé le département d’anesthésie de l'Hôpital cantonal de Genève et est devenu le premier professeur de cette discipline à l'Université de Genève. En 1952, il a été nommé membre du CICR et, après de nombreuses missions, a été vice-président de cette institution de 1959 jusqu'à sa mort en 1961.
Junod a passé ses premières années de vie à Chézard-Saint-Martin près de Neuchâtel. Une plaque commémorative a été placée sur le porche de sa maison natale et inaugurée le 14 mai 2024 en présence de son fils Benoît et de l'ambassadeur du Japon.